# Nesselblättrige Glockenblume
Die Nesselblättrige Glockenblume (Campanula trachelium) ist eine Pflanzenart aus der Gattung der Glockenblumen (Campanula) und in der Familie der Glockenblumengewächse (Campanulaceae). Das Artepitheton trachelium leitet sich vom griechischen Wort τραχύς = rau ab und bezieht sich nach Genaust auf die steife Behaarung des Stängels. Linné nahm aber sicher Bezug auf eine Ähnlichkeit mit der Gattung der Halskräuter (Trachelium) an, da er das Epitheton groß schrieb. Die Arten der Gattung Trachelium und die Nesselblättrige Glockenblume wurden früher gegen Halskrankheiten verwendet, wie auch die Trivialnamen bezeugen.

## Merkmale

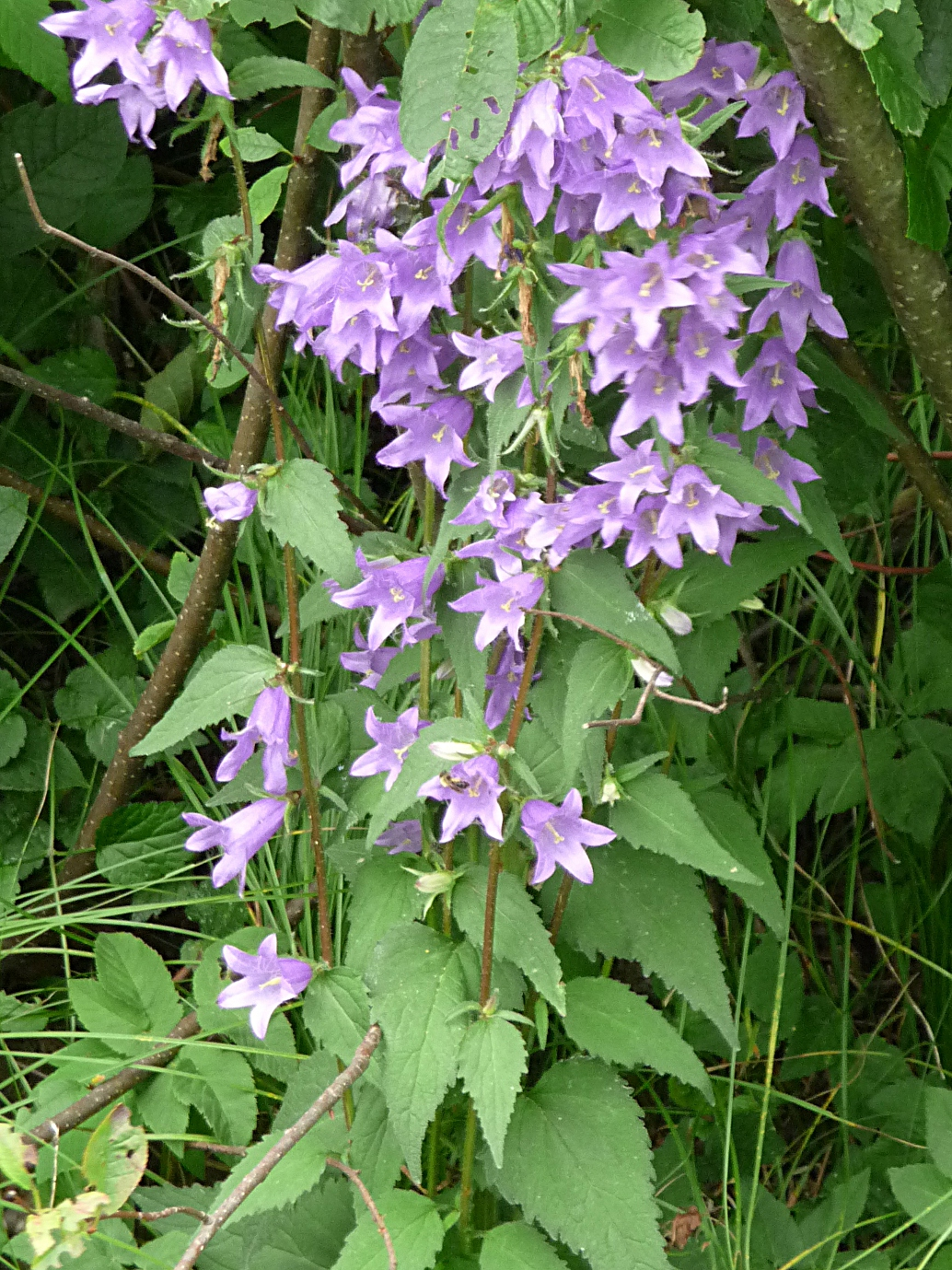
Habitus

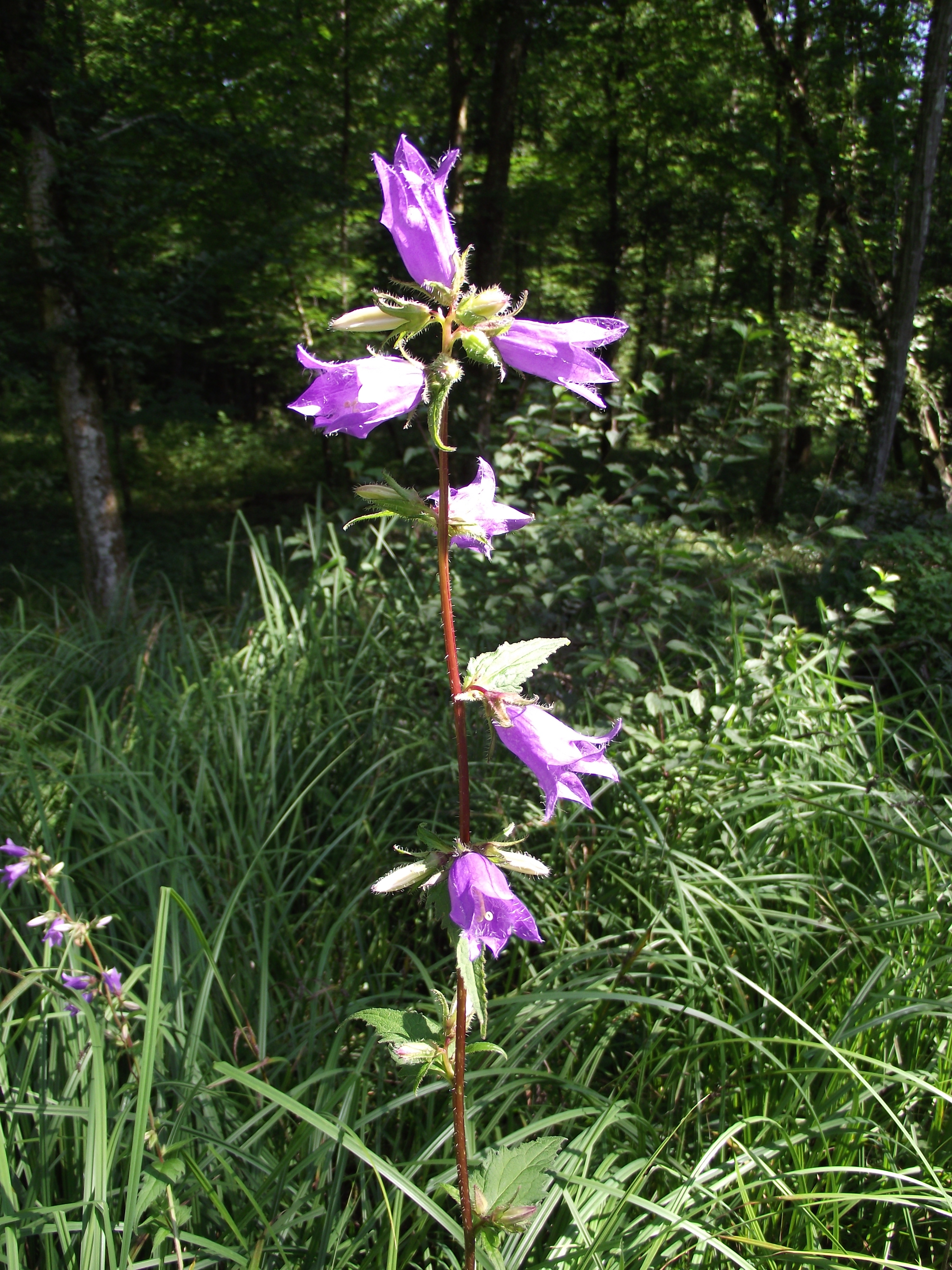
Nesselblättrige Glockenblume (Campanula trachelium)

### Vegetative Merkmale
Die mehrjährige, sommergrüne, krautige Pflanze wird 30 bis 80(-110) cm hoch. Ihr scharf vierkantiger Stängel ist steifhaarig. Die Stängelblätter sind kurz rauhaarig. Die unteren Stängelblätter sind lang gestielt, herz-eiförmig und besitzen einen doppelt gesägten Blattrand. Die oberen Blätter sind kurz gestielt bis sitzend. Die Blätter lassen die nicht-blühende Pflanze, entsprechend ihrem deutschen Namen, auf den ersten Blick als Brennnessel erscheinen.

### Generative Merkmale
Die großen blauen Blüten öffnen sich zur typischen Glockenform und sind in einer allseitswendigen Traube angeordnet. Die Krone ist 3 bis 4(-5) cm lang. An ihrem Rand sind die Blüten zart bewimpert. Die Kelchzipfel sind breit-lanzettlich, liegen der Krone an und sind behaart.
Die Blütezeit liegt zwischen Juli und August.
Die Chromosomenzahl beträgt 2n = 34.

## Ökologie
Die Nesselblättrige Glockenblume ist eine Halbrosettenpflanze.
Die Blüten sind ausgeprägt vormännliche „Glockenblumen mit klebrigem Pollen“. Schon in der Knospe wird der Pollen an der Griffelbürste abgelagert und dann später durch Zurückziehen der Griffelhaare freigegeben; man spricht hier von sekundärer Pollenpräsentation. Der Griffel dient als Kletterstange für die Besucher. Die Staubfäden sind an der Basis verbreitert und müssen von den Besuchern zur Seite gedrückt werden, damit sie an den Nektar gelangen können. Bestäuber sind verschiedene Insekten, besonders Bienen einschließlich Hummeln. Da die Narbenlappen schließlich bis zur Griffelbürste zurückgekrümmt werden, ist auch Selbstbestäubung möglich.
Die Früchte sind hängende Porenkapseln mit klappigen Öffnungen an der Basis, die sich bei Nässe schließen. Wegen der bleibenden, abstehenden Kelchblätter sind die Früchte Tier- und Windstreuer. Die sehr leichten Samen werden außerdem als Körnchenflieger ausgebreitet; sie sind Licht- und Frostkeimer.
Die Nesselblättrige Glockenblume dient folgenden Schmetterlingen als Raupen-Futterpflanze: dem monophagen Nessel-Glockenblumen-Blütenspanner (Eupithecia denotata), der polyphagen Veränderlichen Herbsteule (Agrochola lychnidis) und der polyphagen Flohkraut-Eule (Melanchra persicariae).

## Vorkommen
Die Pflanze liebt feuchten, tiefgründigen Lehmboden, nimmt aber auch mit steinigem Untergrund vorlieb. Sie ist pflanzensoziologisch eine Charakterart der Ordnung Fagetalia und kommt vor allem in Gesellschaften des Carpinion-Verbands und im Carici-Fagetum oder Tilio-Aceretum vor. Sie kommt im gesamten Europa mit Ausnahme von Portugal, Island und Nordmazedonien vor. Sie kommt darüber hinaus in Nordafrika in Marokko, Algerien und Tunesien und östlich von Europa bis Zentralasien und dem Iran vor. Die ökologischen Zeigerwerte nach Landolt et al. 2010 sind in der Schweiz: Feuchtezahl F = 3+ (feucht), Lichtzahl L = 2 (schattig), Reaktionszahl R = 4 (neutral bis basisch), Temperaturzahl T = 3+ (unter-montan und ober-kollin), Nährstoffzahl N = 3 (mäßig nährstoffarm bis mäßig nährstoffreich), Kontinentalitätszahl K = 3 (subozeanisch bis subkontinental).
In Teilen der nordöstlichen USA und des Südostens von Kanada ist die Nesselblättrige Glockenblume eingebürgert bzw. ein Neophyt. Es gibt Fundangaben für Maine, Manitoba, Massachusetts, Michigan, New York, Neufundland, Ohio, Ontario, Pennsylvania, Québec, Sakhalin, Vermont und Wisconsin.

## Taxonomie und Systematik
Die Nesselblättrige Glockenblume wurde 1753 von Carl von Linné in Species Plantarum Band 1 Seite 166 als Campanula trachelium erstbeschrieben. Für den wissenschaftlichen Namen Campanula trachelium L. der Nesselblättrigen Glockenblume gibt es die Synonyme Campanula serratifolia var. ciliatosepala Vuk., Campanula urticifolia Salisb., Drymocodon trachelium (L.) Fourr. und Trachelioides vulgaris Opiz.
Man kann folgende Unterarten unterscheiden:
- Campanula trachelium subsp. athoa (Boiss. & Heldr.) Hayek: Sie kommt von der Balkanhalbinsel bis zur nordwestlichen und südlichen Türkei vor.[7] Das Epitheton "athoa" bezieht sich auf das Vorkommen auf der Halbinsel Athos.
- Campanula trachelium subsp. mauritanica (Pomel) Quézel: Sie kommt in Marokko, Algerien und Tunesien vor.[7]
- Campanula trachelium subsp. trachelium: Sie kommt von Europa bis Zentralasien und in Algerien vor.[7]

## Trivialnamen
Für die Nesselblättrige Glockenblume bestehen bzw. bestanden, zum Teil auch nur regional, auch die weiteren deutschsprachigen Trivialnamen: braunes Fingerhütchen, brauen Glocken, Halskraut, Halswurz, Huckblatt (Sachsen), Huckwort, Hukosbleder (1659 erwähnt) und Zäpfleinkraut.

## Weitere Illustrationen

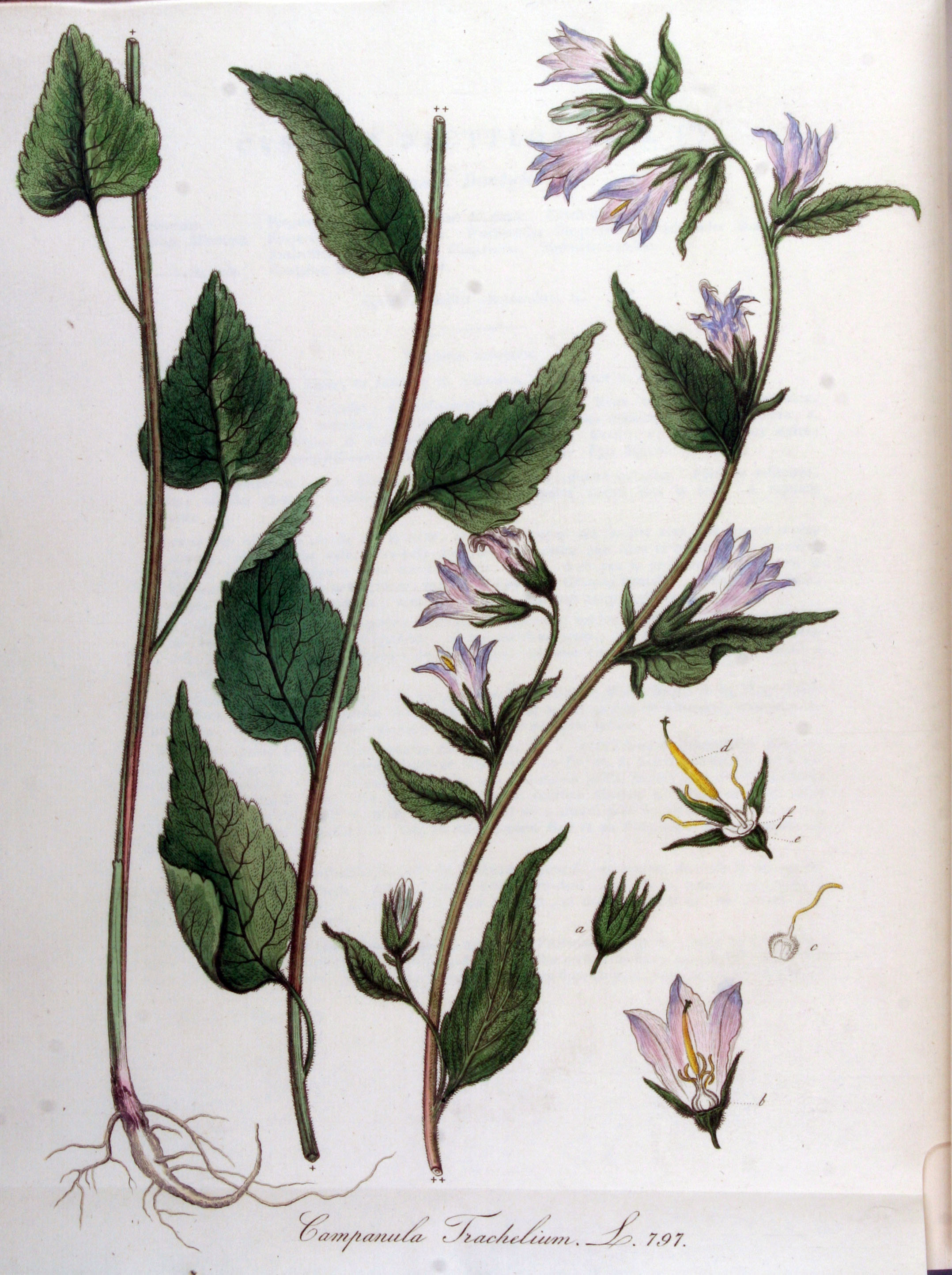
Illustration aus der Flora Batava
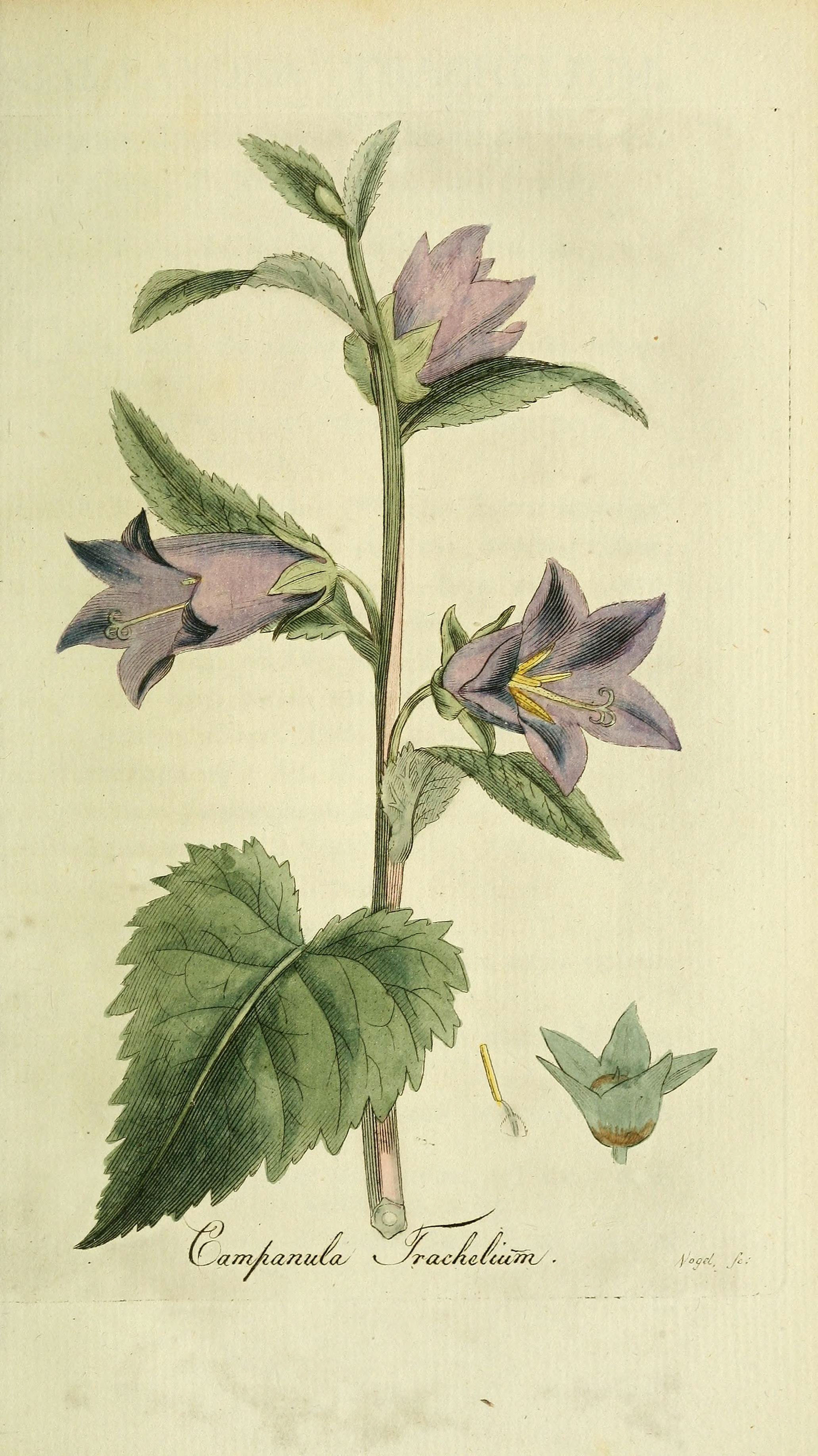
Illustration aus der Flora Europaea inchoata
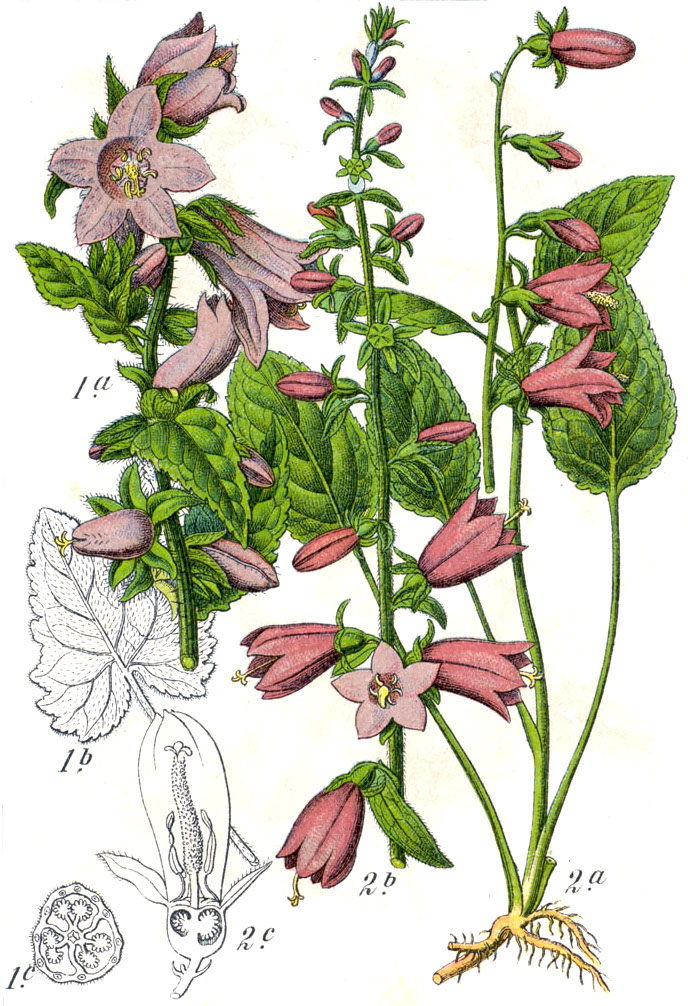
Illustration der Nesselblättrigen Glockenblume (links, (1)) und der Acker-Glockenblume (Mitte und rechts, (2)) aus Sturms Flora